# Meta (rugby)
La meta è il modo più importante per segnare punti nel rugby. Si marca appoggiando il pallone nell'area di meta della squadra avversaria.
Il termine anglosassone per definire la meta è try, letteralmente tentativo, derivante dal fatto che in passato il marcare una meta non dava punti, ma concedeva alla squadra che aveva portato il pallone al di là della linea di meta avversaria un calcio tra i pali.
Pur essendo almeno concettualmente simile al touchdown nel Football Americano e nel Football Canadese, la differenza principale è che la meta rugbystica richiede che l'ovale tocchi il terreno dell'area di meta e che un giocatore della squadra in attacco faccia una sia pur minima pressione della palla verso il terreno con le mani o con altra parte del corpo purché dalla vita in su; negli altri sport invece è sufficiente che il giocatore abbia il possesso della palla o la raccolga al volo trovandosi all'interno dell'ara di meta Il termine touchdown, nel rugby, indica invece l'azione rappresentata dal giocatore in difesa che realizza una sorta di autometa, annullando l'azione avversaria.

## Segnare una meta

### Aspetti comuni tra XIII e XV
Ci sono alcune differenze tra i regolamenti del Rugby a 15 (Rugby Union) e del Rugby a 13 (Rugby League). Questi sono gli aspetti in comune:
- Il giocatore in possesso della palla che sta per realizzare una meta, e la palla stessa, non devono essere fuori dal campo e non devono mettere piede fuori dal campo. Toccare la linea di touche (o la linea di pallone morto) equivale ad andare fuori, quindi la meta non sarebbe valida. Eventuali parti del corpo in aria fuori dal campo non sono considerate fuori.
- L'area di meta include la linea di meta ma non include la linea di pallone morto.
- Appoggiare il pallone per marcare una meta significa o tenerlo in mano e farlo toccare con l'area di meta o fargli toccare simultaneamente l'area di meta e una qualsiasi parte del corpo del giocatore dal collo alla vita.
- Non si necessita di portare il pallone fisicamente nell'area di meta per marcarne una. Se la palla è già sul suolo nell'area di meta, può essere semplicemente toccata con una parte del corpo del giocatore dal collo alla vita.

### Peculiarità del XIII
- Le regole del XIII indicano ancora la necessità della pressione verso il basso da esercitare nel momento in cui si appoggia il pallone con la mano o con il braccio.
- la meta viene segnata se un componente della squadra in possesso del pallone schiaccia il pallone in meta insieme a un componente della squadra avversaria.
- Un giocatore in possesso del pallone che cade a terra e il cui impeto non consente di raggiungere l'area di meta non può raggiungerla per marcare la meta (si chiamerebbe "doppio movimento").
- I pali non sono parte della linea di meta.
- Un giocatore che è transitato oltre la linea di touche (o oltre la linea di pallone morto) ma che non è portatore del pallone non può comunque schiacciare l'ovale in meta, seppur vagante nell'area di meta.
- Una meta non può essere segnata attraverso una mischia che attraversa la linea di meta, ma quando il pallone esce dalla mischia un giocatore può prenderlo e portarlo oltre la linea di meta, marcandone una.
- Gli arbitri televisivi hanno maggiore libertà d'azione nel poter decretare la validità di una meta.

### Peculiarità del XV
- Un giocatore può appoggiare il pallone in uno di questi due modi: se la palla è tenuta in mano / nelle mani, si può solamente toccare il pallone a terra nell'area di meta, senza alcuna pressione verso il basso; se la palla è nell'area di meta, è richiesta una pressione verso il basso da parte del giocatore che ha intenzione di marcare la meta con una qualsiasi parte del suo corpo compresa tra il collo e la vita. Affinché una meta sia convalidata, deve avvenire tutto questo prima che un difensore faccia lo stesso nella sua area di meta. Se vi sorgessero dei dubbi su quale squadra abbia toccato la palla per terra per prima, la squadra in attacco ha una mischia a 5 metri.
- Un giocatore con i piedi fuori dalla linea di touche - ma che non porta il pallone - può marcare una meta tuffandosi sul pallone vagante nell'area di meta.
- I pali valgono come linea di meta, pertanto appoggiare il pallone ai piedi delle spugne dei pali vale come una marcatura di una meta, anche se fisicamente il pallone si trova al di fuori dell'area di meta.
- Un giocatore può marcare una meta da una mischia, non appena la palla raggiunge o oltrepassa la linea di meta.
- Se un giocatore in attacco è placcato in prossimità della linea di meta ma riesce a raggiungere l'area di meta, la meta viene convalidata.
- Se il Television Match Official (TMO) viene interpellato, l'arbitro può richiedere la sua decisione sulla convalida della meta, ma secondo il protocollo attuale il TMO può solo stabilire se il pallone è stato correttamente mandato in meta, se il pallone (o il portatore) sono passati dalla linea di touche (o fuori di essa) o se avviene qualsiasi fallo.

## Valore della meta in termini di punteggio
Nel XIII la meta vale 4 punti (senza trasformazione). Fino al 1983 ne valeva 3.
Nel XV una meta vale 5 punti (senza trasformazione). Fino al 1993 ne valeva 4.
La trasformazione aggiunge 2 punti ulteriori allo score in entrambe le varianti della disciplina.

## Meta tecnica
Sia nel rugby a 15 che nel rugby a 13, se l'arbitro ritiene che un fallo compiuto dalla squadra in difesa abbia impedito una meta che altrimenti sarebbe stata probabilmente segnata, egli può assegnare ugualmente una meta alla squadra attaccante. Tale meta si chiama meta tecnica (in inglese penalty try) e nel rugby a 15, secondo la regola del gioco 9.A.1, vale 7 punti senza necessità di trasformazione.

## Meta sulla spinta
Una mischia, una ruck o una maul possono svolgersi soltanto nel campo di gioco. Se esse vengono spinte oltre la linea di meta e la palla ha superato questa linea, un giocatore della squadra in attacco può segnare quella che viene chiamata una meta sulla spinta o di mischia: infatti, questa situazione di gioco si verifica di solito grazie ad un'azione organizzata dagli avanti.

## Trasformazione
Sia nel rugby a 15 che nel rugby a 13, la squadra che ha marcato una meta ha diritto ad un calcio piazzato di trasformazione (o di conversione), che incrementa il valore della meta in termini di punteggio. Il piazzato viene calciato da un qualsiasi punto sulla semiretta perpendicolare alla linea di meta che abbia come origine il punto in cui viene marcata la meta. Il calciatore, generalmente, al fine di ottenere un angolo il più vantaggioso possibile, predilige di allontanarsi dalla linea di meta quanto più lontana è la marcatura della meta rispetto ai pali. Se il pallone passa in mezzo ai pali e al di sopra della traversa, il valore della meta viene incrementato di due punti (in entrambe le varianti già citate del rugby).
Per rendere il calcio di trasformazione più semplice, il giocatore che va a marcare la meta lo farà il più vicino ai pali possibile, cercando però di non mettere a rischio la marcatura per accentrarsi.